# Medische psychologie
Medische psychologie is de toepassing van klinische psychologie binnen de setting van een ziekenhuis. De psycholoog werkzaam in een ziekenhuis is specialist op het grensvlak tussen somatiek en psyche (lichaam en geest). Hij of zij heeft kennis van het omgaan met chronische en ernstige ziekten, de relatie tussen stress en lichamelijke verschijnselen, het functioneren van de hersenen en de invloed hiervan op gedrag en emoties, methoden om de pijnbeleving te beïnvloeden, de invloed van medicatie op gedrag, etc.
Net als andere specialisten in het ziekenhuis (b.v. neurologen en kinderartsen) is de gespecialiseerde psycholoog in de medische setting opgenomen in het specialistenregister van klinisch psychologen conform artikel 14 van de wet BIG. Psychologen in ziekenhuizen zijn daarnaast voor het overgrote deel BIG-geregistreerde gz-psycholoog of gespecialiseerde klinisch of klinisch neuropsycholoog. De psychologen zijn gehouden aan de beroepscode van de beroepsvereniging, het Nederlands Instituut van Psychologen naast het tuchtrecht van de wet BIG (Beroepen Individuele Gezondheidszorg). Psychologen in een ziekenhuis werken meestal op een afdeling 'medische psychologie' of 'klinische psychologie'.

## Veelvoorkomende problemen
- Acceptatieproblematiek bij ernstige en/of chronische aandoeningen en de gevolgen hiervan op lichamelijk, emotioneel en maatschappelijk en relationeel vlak
- Ernstige angst en/of stressreacties ten gevolge van ziekte en medische behandeling, ongevallen of ander soort letsel
- Grote emotionele impact van medische ingrepen op de patiënt en directbetrokkenen
- Problemen in het functioneren van de hersenen en de invloed hiervan op gedrag en emoties
- Pijn
- Angst en depressie als gevolg van lichamelijke klachten of aandoeningen
- Communicatieproblemen met zorgverleners
- Ontwikkelingsstoornissen bij kinderen en de relatie met gezondheid

## Veelvoorkomende doelstellingen
- Het beter omgaan met chronische- of ernstige ziekten
- De relatie tussen spanning/stress en lichamelijke klachten (h)erkennen en doorbreken
- Methoden om de pijnbeleving te beïnvloeden aanleren
- De invloed van medicatie op gedrag
- Bevorderen van therapietrouw
- Het motiveren van mensen voor psychologische behandeling (al dan niet in het ziekenhuis)
- In kaart brengen van (neuro)psychologisch functioneren in relatie tot de aandoening

## Taken van een psycholoog in het ziekenhuis

### Diagnostiek
Afhankelijk van de vraagstelling van de medisch specialist wordt naast een algemene intake, aanvullend diagnostisch onderzoek gedaan. Hierbij kan gedacht worden aan het invullen van vragenlijsten en/of testdiagnostiek. Er wordt onderscheid gemaakt tussen psychologisch onderzoek, dat is onderzoek naar de coping, psychische klachten en persoonlijkheid van patiënt, of ontwikkelings- en/of neuropsychologisch onderzoek dat het cognitief functioneren onderzoekt. Zie de paragraaf over neuropsychologie voor meer informatie over deze laatste vorm van onderzoek. 
De resultaten van het diagnostisch onderzoek leiden tot advisering van zowel patiënt als behandelend specialist en kunnen richting geven aan het medisch zorgtraject.

### Behandeling
De behandeling is meestal kortdurend en gericht op het aanpakken van het belangrijkste probleem. De ernst van de somatische problematiek en het chronische karakter van een ziekte kunnen soms om langduriger psychologische zorg vragen. Behandeling kan individueel zijn (soms met partner/ouders) of in een groep, zoals bijvoorbeeld bij multidisciplinaire hartrevalidatie of chronische pijnbehandeling. De psycholoog maakt, waar mogelijk, gebruik van mono- en multidisciplinaire richtlijnen en van 'evidence-based'-behandelmethoden. Er worden in toenemende mate multidisciplinaire richtlijnen en zorgpaden opgesteld waarin de psychologische zorg is geïntegreerd. Mensen met enkelvoudige problematiek niet gerelateerd aan hun ziekte, of mensen met ernstige psychiatrische symptomatologie vragen om andere zorg dan de psycholoog in het ziekenhuis biedt en worden verwezen naar onder andere de POH-ggz, generalistische basis-ggz of gespecialiseerde ggz.

### Indirecte patiëntenzorg
De psycholoog in het ziekenhuis neemt deel aan multidisciplinair overleg met medisch specialisten en andere ziekenhuismedewerkers binnen het kader van de patiëntenzorg ten behoeve van triage en indicatiestelling. De psycholoog kan daarnaast een functie hebben in het coachen van medisch personeel bij het omgaan met patiënten. De psycholoog signaleert, bewaakt, bemiddelt en adviseert op het gebied van communicatie tussen patiënt en medisch personeel, het algemene beleid en de ziekenhuiscultuur.

### Overige taken
De psycholoog neemt deel aan (de ontwikkeling van) wetenschappelijk onderzoek en richtlijnontwikkeling ter optimalisering van de patiëntenzorg. De psycholoog vervult een rol bij nascholing en opleiding in het ziekenhuis en geeft les en intervisie aan verschillende disciplines, zoals artsen, verpleegkundigen en pedagogisch medewerkers. Daarnaast kan hij of zij betrokken zijn bij de opleiding tot klinisch psycholoog en/of gz-psycholoog, basispsycholoog en bij de verschillende opleidingen tot medisch specialist.

## Chronische ziekten
Veelvoorkomende chronische aandoeningen zijn: kanker, cardiovasculaire aandoeningen, respiratoire aandoeningen, diabetes mellitus, reuma, spierziekten, epilepsie, dementie, multiple sclerose, migraine, obesitas, colitis ulcerosa, de ziekte van Crohn en psoriasis. De patiënt met een chronische ziekte heeft te maken met een aandoening die langdurig en intensief van invloed is op het dagelijks leven. Tevens is er sprake van een onzeker beloop. Het chronische karakter van de ziekte maakt dat psychologische factoren van groot belang zijn. Epidemiologisch onderzoek laat zien dat bij chronisch zieke mensen een duidelijk verhoogde kans is op psychische problemen: naar schatting 30% van de mensen met een chronisch somatische aandoening ontwikkelt als gevolg van zijn ziekte min of meer ernstige psychologische- of psychiatrische klachten. Verwijzingen van patiënten met deze klachten naar de ziekenhuispsycholoog zijn afkomstig van bijna alle medisch specialisten, maar vooral van internisten, cardiologen, neurologen, kinderartsen, longartsen en chirurgen.
Leefstijl
Er is groeiend bewijs dat een ongezonde leefstijl een belangrijke risicofactor is voor het ontwikkelen van chronische ziekten. Er worden steeds meer programma’s ontwikkeld voor patiëntengroepen waarin voorlichting en psycho-educatie belangrijk is. In veel ziekenhuizen worden (groeps)programma’s gegeven door psychologen in samenwerking met andere disciplines voor patiënten en hun partners/ouders. Zo zijn er groepen voor hartpatiënten, longpatiënten met astma of COPD, patiënten met ernstig overgewicht, patiënten met kanker en patiënten met diabetes. Niet alleen het geven van informatie is belangrijk, maar ook het bevorderen van gedragsverandering.

## Somatisch onvoldoende verklaarde lichamelijke klachten (SOLK)
Somatisch onvoldoende verklaarde lichamelijke klachten (SOLK) zijn lichamelijke klachten waarvoor (nog) geen duidelijke medische verklaring is gevonden, of een medische oorzaak de klachten onvoldoende volledig kan verklaren. Het kan onder meer gaan om de volgende klachten: pijn op de borst, hoofdpijn, buikpijn, rugpijn, vermoeidheid, duizeligheid en slapeloosheid. Wanneer een op somatisch lijden gerichte benadering door de huisarts niet mag baten en deze geen kans ziet een meer psychologische benadering door de patiënt geaccepteerd te krijgen, volgen vaak heilloze verwijzingen naar medisch specialisten. Een psychologische behandeling is er onder meer op gericht onnodig verder medisch onderzoek te stoppen en de patiënt anders te leren omgaan met zijn klachten. Door de aard van de klachten is het soms moeilijk om deze patiënten te overtuigen van de zin en waarde van hulp zoeken bij de gespecialiseerde geestelijke gezondheidszorg. Psychologen in het ziekenhuis werken vanuit het biopsychosociale model. Dit houdt in dat er naast de lichamelijke factoren gekeken wordt naar mogelijke psychologische en sociale factoren die de klachten in stand zouden kunnen houden. Het gevaar van het psychologiseren van de klachten, hetgeen vaak veel weerstand oproept bij patiënten, zou daarmee worden vermeden.

## Neuropsychologie
De neuropsychologie houdt zich bezig met de vraag of er een samenhang bestaat tussen een mogelijk aangetaste werking van de hersenen en stoornissen in het emotioneel, cognitief en gedragsmatig functioneren van de patiënt. Functies die met behulp van neuropsychologisch onderzoek getest worden zijn: geheugen, concentratie, intelligentie, werktempo, waarneming, planning, taal en spraak, ruimtelijk inzicht en fijne motoriek. Voorbeelden van ziekten waarbij hersenbeschadiging aan de orde kunnen zijn, zijn de ziekte van Alzheimer, de Ziekte van Huntington, de ziekte van Parkinson, Hersenschudding of Hersenkneuzing, CVA, Epilepsie, neurodegeneratieve aandoeningen, infecties en auto-immuunaandoeningen van de hersenen en effecten van langdurige blootstelling aan chemische stoffen.

## Psychopathologie
Binnen het ziekenhuis krijgt de psycholoog ook patiënten doorverwezen van de psychiater. Deze werkt op de PAAZ (Psychiatrisch Afdeling Algemeen Ziekenhuis), polikliniek psychiatrie of de Psychiatrische Deeltijdbehandelingsafdeling. Verder kunnen verwijzingen voortkomen uit de consultatieve werkzaamheden van de psychiater op de somatische afdelingen. Veelvoorkomende diagnoses zijn angst- en stemmingsstoornissen, met name depressies en bijvoorbeeld persoonlijkheidsstoornissen.
In de psychiatrie wordt veel waarde gehecht aan het classificeren van problemen en klachten van patiënten, veelal volgens de criteria van de DSM (Diagnostic and Statistical Manual of Mental Disorders). Gz-psychologen en klinisch psychologen zijn bekwaam en bevoegd tot het stellen van een DSM-classificatie en bedienen zich daarnaast van psychologische diagnostiek middels interview, observatie en testonderzoek om klachtenbeeld, persoonskenmerken en persoonlijke achtergronden toe te spitsen op de individuele patiënt.

## Aandoeningen bij kinderen
Kinderen en jeugdigen (0-18 jaar) kunnen, evenals volwassenen zeer uiteenlopende ziekten, maar daarnaast ontwikkelingsproblemen hebben. Bij verwijzing naar de psycholoog gaat het vooral om psychosomatische, neuropsychologische, ontwikkelings- en functionele problemen. De verwijzer is bijna altijd de kinderarts, echter in voorkomende gevallen ook een andere medisch specialist (bijvoorbeeld de kinderrevalidatie-arts of audioloog). Een grote groep kinderen wordt doorverwezen met eetproblemen, slaapproblemen of zindelijkheidsproblematiek dan wel psychosomatische klachten zoals hoofdpijn, buikpijn of vermoeidheid. Een tweede groep bestaat uit kinderen met ernstige en vaak chronische lichamelijke ziekten, zoals leukemie, astma, reuma of diabetes mellitus. De kinder- en jeugdpsycholoog wordt vaak in consult geroepen voor therapeutische ondersteuning van kind en ouders of in gevallen waarin het ziektebeloop en de therapietrouw ongunstig worden beïnvloed door gedrag, psychopathologie of leefstijl van het kind of diens directe betrokkenen. Een derde groep betreft kinderen die verdacht worden van problemen in de ontwikkeling, waarbij de vraag is of het kind zich in emotioneel en/of cognitief opzicht conform de leeftijd ontwikkelt. Hiertoe wordt vaak intelligentie en/of neuropsychologisch onderzoek gedaan. Een vierde groep betreft kinderen met verworven hersenletsel, zoals een kind dat een trauma heeft opgelopen door een ongeval, alsook kinderen die een hersenoperatie hebben ondergaan. Ten slotte worden kinderen doorverwezen met angst voor medische ingrepen of trauma na behandeling of medische ingrepen. Diagnostiek en behandeling bij kinderen is een complexe, intensieve en tijdrovende bezigheid. Ouders en soms ook andere gezinsleden worden bij diagnostiek en behandeling betrokken. In veel gevallen is aanvullend overleg met school nodig. De sociale context is van belang in het ontstaan of in stand houden van klachten. Problematiek in het oudersysteem, zoals depressie van een van de ouders of echtscheiding, kan een grote invloed hebben op het functioneren van het kind. Ook spelen leeftijdgenoten een grote rol in het welbevinden van kinderen. Bij de presentatie van de problemen dient de psycholoog oog te hebben voor mogelijke mishandeling, verwaarlozing en seksueel misbruik.

## Overige literatuur
- Deelman B, Eling P, Haan, E. de, Jenneskens-Schinkel A, & Zomeren E van (red), 2000. Handboek neuropsychologie. Amsterdam: Uitgeverij Boom.
- Hemmer GJK, Jeuken JMG, Veenstra AC, Wernsen RL & Swaak-Beuken YJM (1997). De klinische psycholoog in het algemeen, academisch en categoraal ziekenhuis. Amsterdam: Nederlands Instituut van Psychologen.
- Pool G, Heuvel F, Ranchor AV & Sanderman R (red), 2004. Handboek psychologische interventies bij chronisch somatische aandoeningen. Assen: Koninklijke van Gorcum.
- Soons PHGM (2002). Psychologie in het algemene ziekenhuis. In: Vingerhoets AJJM, Kop PFM & Soons PHGM (red). Psychologie in de gezondheidszorg. Houten; Bohn Stafleu van Loghum.
- Soons PHGM (2006). Psychologen in de somatische gezondheidszorg. In: Kaptein AA, R Beunderman R, Dekker J & Vingerhoets AJJM. Psychologie en Geneeskunde. Houten: Bohn Stafleu van Loghum.
- Veenstra AC & Fonk M (2006). Brug tussen lichaam en geest. Medisch Contact, 49, 1978-1980.